# Paratrimma nigrimenta
Paratrimma nigrimenta är en fiskart som beskrevs av Douglass Fielding Hoese och Brothers, 1976. Paratrimma nigrimenta ingår i släktet Paratrimma och familjen smörbultsfiskar. Inga underarter finns listade i Catalogue of Life.